# Anita Ellis
Anita Ellis (* 12. April 1920 in Montreal, Québec als Anita Kert; † 28. Oktober 2015 in Manhattan, New York) war eine kanadische Sängerin.

## Leben
Anita Ellis kam als Tochter jüdischer Eltern in Montreal zur Welt. Von 1943 bis 1946 war sie mit Frank Ellis und ab 1960 mit dem Neurologen Mortimer F. Shapiro verheiratet. Ihr Bruder war der Sänger Larry Kert (1930–1991), der den Tony in der Uraufführung des Musicals West Side Story spielte.
In den 1940er Jahren synchronisierte Ellis die Gesangseinlagen von Rita Hayworth in den Filmen Gilda (1946), Eine Göttin auf Erden (1947), Die Lady von Shanghai (1947) und Liebesnächte in Sevilla (1948). Berühmt wurde vor allem der von ihr interpretierte Song Put the Blame on Mame aus Gilda, zu dem Hayworth, die lediglich ihre Lippen bewegte, verführerisch tanzte und dabei ihre langen schwarzen Satinhandschuhe abstreifte. Später lieh Ellis Vera-Ellen und Jeanne Crain in den Filmmusicals Drei kleine Worte (1950), Die Schönste von New York (1952) und So liebt man in Paris (1955) ihre Singstimme.
Neben ihrer Filmarbeit war sie vor allem als Radiosängerin vielbeschäftigt. Seit 1987 trat die Sängerin, die jahrelang unter großem Lampenfieber litt, nicht mehr auf der Bühne auf. Im Jahr 2000 war sie verwitwet und an Alzheimer erkrankt.

## Diskografie

### Alben
- 1953: I Wonder What Became of Me, Epic
- 1954: Hims, Epic
- 1960: The World in My Arms, Elektra
- 1979: Anita Ellis – Echoes, Michael’s Pub
- 1979: Anita Ellis with Ellis Larkins: A Legend Sings, Orion Master Recordings